# Amplification isotherme médiée par les boucles
L'amplification isotherme médiée par les boucles (LAMP) est une technique à tube unique pour l'amplification de l'ADN, et une alternative peu coûteuse pour détecter certaines maladies. L'amplification isotherme médiée par boucle de transcription inverse (RT-LAMP) combine la LAMP avec une étape de transcription inverse pour permettre la détection de l'ARN.
LAMP est une technique d'amplification d'acide nucléique isotherme. Contrairement à la technologie d'amplification en chaîne par polymérase (PCR), dans laquelle la réaction est effectuée avec une série d'étapes ou de cycles de température alternés, l'amplification isotherme (c'est-à-dire à température constante) ne nécessite pas de thermocycleur.

## Technique

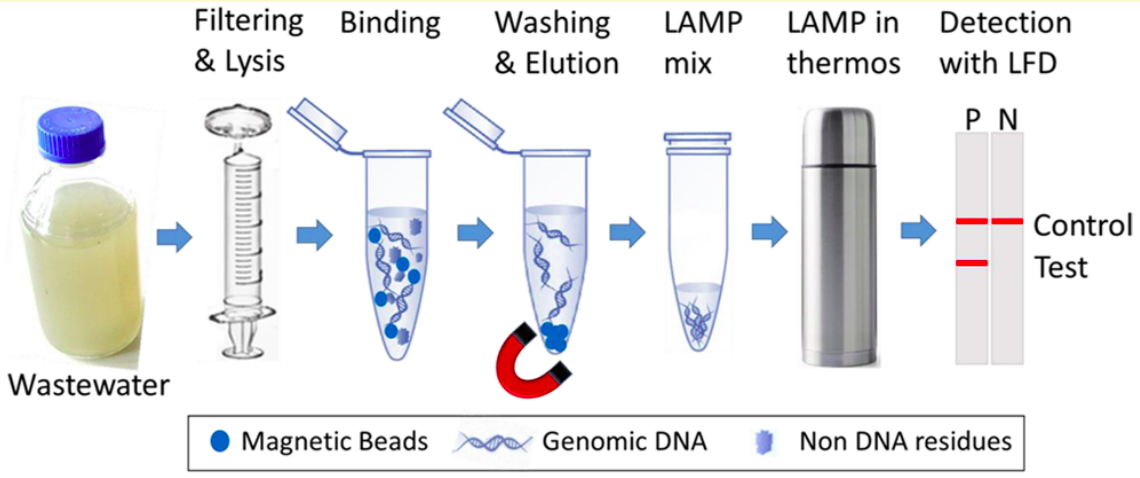
Schéma d'un LAMP de biomarqueurs d'acides nucléiques provenant d'échantillons d'eaux usées brutes non traitées, pour quantifier rapidement l'ADN mitochondrial (ADNmt) spécifique à l'homme.

Dans LAMP, la séquence cible est amplifiée à une température constante entre 60 et 65 °C en utilisant deux ou trois ensembles d'amorces et une polymérase avec une activité de déplacement de brin élevée en plus d'une activité de réplication. Généralement, 4 amorces différentes sont utilisées pour amplifier 6 régions distinctes sur le gène cible, ce qui augmente la spécificité : deux amorces externe (F3 et B3) et deux amorces internes doubles (FIB et BIP). Une paire supplémentaire d'« amorces en boucle » peut encore accélérer la réaction. Pour chaque action de l’ADN polymérase on a un déplacement de brin et la formation de boucles du début à la fin de l’amplification. On obtient des molécules en zigzag de plus en plus longues au fur et à mesure des cycles de la polymérase. Les molécules obtenues ont alors des séquences différentes de celles de départ mais une grande quantité d’ADN est amplifiée à partir de peu de matériel.
Quand un nucléotide est ajouté au cours de l’amplification, on a libération d’un pyrophosphate de magnésium. On considère que la quantité dégagée est tellement importante que les pyrophosphates précipitent et créent un trouble visible à l’oeil nu dans le tube contenant l’échantillon. La quantité d'ADN produite dans LAMP est considérablement plus élevée que l'amplification basée sur la PCR, en effet, en 30 à 60 min, on a une amplification d’un facteur 10, donc très importante.
Le produit d'amplification peut être détecté par photométrie, mesurant la turbidité provoquée par le précipité de pyrophosphate de magnésium dans la solution comme sous-produit de l'amplification. On peut ainsi obtenir une visualisation aisée à l'œil nu ou via de simples approches de détection photométrique pour de petits volumes. La réaction peut être suivie en temps réel par mesure de la turbidité ou par fluorescence en utilisant des colorants intercalants tels que SYTO 9. Les colorants tels que le vert SYBR peuvent être utilisés comme indicateur coloré il peut donc être vu à l'œil nu sans avoir besoin d'équipement coûteux, ou une réponse qui peut être mesurée avec plus de précision par l'instrumentation.
La méthode LAMP peut également être quantitative, car les molécules de colorant intercalent ou marquent directement l'ADN et peuvent à leur tour être corrélées avec le nombre de copies initialement présentes. La détection de l'amplification de l'ADN dans le tube est possible en utilisant de la calcine chargée de manganèse qui commence à émettre de la lumière (fluorescence) lors de la complexation du manganèse par le pyrophosphate durant la synthèse in vitro de l'ADN. De plus, la détection visuelle des amplicons LAMP par l'œil nu était basée sur leur capacité à s'hybrider avec l'ADN-ss lié à l'or complémentaire et ainsi empêcher le changement de couleur rouge normal à violet-bleu qui se produirait autrement par une agrégation induite par le sel de les particules d'or. Ainsi, une méthode LAMP combinée à une détection d'amplicon par AuNP présente des avantages par rapport aux autres méthodes précédentes en termes de temps de test réduit, de confirmation d'amplicon par hybridation et d'utilisation d'un équipement plus simple (c'est-à-dire pas besoin d'un thermocycleur, d'un équipement d'électrophorèse ou d'un trans-illuminateur UV.

## Utilisations et avantages
LAMP est une technique d'amplification d'ADN relativement nouvelle qui, en raison de sa simplicité, de sa robustesse et de son faible coût, pourrait offrir des avantages majeurs. LAMP a le potentiel d'être utilisé comme un simple test de dépistage sur le terrain ou au point de soins par les cliniciens. Parce que LAMP est isotherme, ce qui élimine le besoin de thermocycleurs coûteux utilisés dans la PCR conventionnelle, elle peut être une méthode particulièrement utile pour le diagnostic des maladies infectieuses dans les pays à faible revenu. LAMP est largement étudié pour détecter les maladies infectieuses telles que la tuberculose, paludisme,,, et la maladie du sommeil. Dans les régions en développement, elle n'a pas encore été totalement validé pour d'autres agents pathogènes courants.
La LAMP a été observée comme étant moins fragile que la PCR aux inhibiteurs dans des échantillons complexes tels que le sang, probablement dû à l'utilisation d'une ADN polymérase différente (généralement Bst – Bacillus stearothermophilus – ADN polymérase plutôt que Taq polymérase comme dans la PCR). Plusieurs rapports décrivent la détection réussie d'agents pathogènes à partir d'échantillons traités de façon minimale tels que le sang traité thermiquement,, ou en présence de matrices d'échantillons cliniques. Cette résistance de LAMP peut être utile dans des contextes à faibles ressources ou sur le terrain où une extraction conventionnelle d'ADN ou d'ARN avant le test de diagnostic peut être impossible.

## Limites
La LAMP est moins polyvalente que la PCR, la technique d'amplification d'acide nucléique la plus connue. La LAMP est utile principalement comme technique de diagnostic ou de détection, mais n'est pas utile pour le clonage ou une myriade d'autres applications de biologie moléculaire possibles par PCR. Parce que LAMP utilise 4 (ou 6) amorces ciblant 6 (ou 8) régions dans un segment assez petit du génome, et parce que la conception des amorces est soumise à de nombreuses contraintes, il est difficile de concevoir des ensembles d'amorces pour LAMP "à l'oeil". Des logiciels libres, open source ou commerciaux sont généralement utilisés pour aider à la conception d'amorces LAMP, bien que les contraintes de conception d'amorces signifient qu'il y a moins de liberté pour choisir le site cible qu'avec la PCR.
Dans une application de diagnostic, cela doit être contrebalancé avec la nécessité de choisir une cible appropriée (par exemple, un site conservé dans un génome viral hautement variable, ou une cible qui est spécifique à une souche particulière d'agent pathogène). Plusieurs séquences dégénérées peuvent être nécessaires pour couvrir les différentes souches variantes de la même espèce. Cependant, avoir un tel mélange d'amorces peut conduire à une amplification non-spécifique dans l'amplification tardive.
Les approches de multiplexage pour LAMP sont moins développées que pour la PCR. Le plus grand nombre d'amorces par cible dans LAMP augmente la probabilité d'interactions amorce-amorce pour des ensembles cibles multiplexés. Le produit de LAMP est une série de concatémères de la région cible, donnant lieu à une échelle caractéristique ou à un motif de bandes sur un gel, plutôt qu'à une seule bande comme avec la PCR. Bien que ce ne soit pas un problème lors de la détection de cibles uniques avec LAMP, les applications de PCR multiplex traditionnelles dans lesquelles l'identité d'une cible est confirmée par la taille d'une bande sur un gel ne sont pas réalisables avec LAMP. Le multiplexage dans LAMP a été réalisé en choisissant une région cible avec un site de restriction, et en digérant avant de courir sur un gel, de sorte que chaque produit donne lieu à une taille distincte de fragment, bien que cette approche ajoute de la complexité à la conception expérimentale et protocole. L'utilisation d'une ADN polymérase à déplacement de brin dans LAMP empêche également l'utilisation de sondes d'hydrolyse, par exemple Sondes TaqMan, qui reposent sur l'activité d'exonucléase 5'-3 'de la polymérase Taq . Une approche alternative de multiplexage en temps réel basée sur des extincteurs à fluorescence a été rapportée.
Le colorant vert SYBR peut être ajouté pour visualiser LAMP en temps réel. Cependant, dans l'amplification tardive, l'amplification d'amorce-dimère peut contribuer à un faux signal positif. Contrairement aux analyses PCR traditionnelles à base du colorant vert SYBR, l'analyse de la courbe de fusion ne peut pas être effectuée dans LAMP pour vérifier s'il y a présence de dimères d'amorces.